# Aerosur
Aerosur (Compania Boliviana de Transporte Aereo Privado Aerosur, S.A.) (mã IATA = 5L, mã ICAO = RSU) là hãng hàng không của Bolivia, trụ sở ở Santa Cruz de la Sierra. Hãng có các tuyến dường quốc nội và quốc tế cũng như các chuyến bay thuê bao. Căn cứ chính của hãng ở Sân bay quốc tế Viru Viru, (Santa Cruz).

## Lịch sử
Aerosur được thành lập từ tháng 4/1992 bằng việc hợp nhất các hãng hàng không bay thuê bao của địa phương hiện hành (do việc điều chỉnh giảm ngành vận tải hàng không của Bolivia thời đó). Hãng bắt đầu hoạt động từ ngày 24.8.1992 và hiện có 456 nhân viên (tháng 3/2007).
Aerosur phát triển vững vàng, trở thành hãng hàng không lớn thứ nhì Bolivia - sau Lloyd Aereo Boliviano - và hiện có mạng lưới quốc nội rộng lớn cũng như các tuyến quốc tế tới Madrid (Tây Ban Nha), São Paulo (Brasil), Miami (Hoa Kỳ), và Buenos Aires (Argentina). Năm 2004 Aerosur cũng bắt đầu mở các chuyến bay hoài cổ tới các điểm du lịch được ưa chuộng Salar De Uyuni và Rurrenabaque bằng máy bay Super DC-3. Từ tháng 6/2008 hãng mở tuyến bay tới Miami (Hoa Kỳ) qua Panama bằng máy bay Boeing 727.

## Các nơi đến
(Tháng 6/2008):
- Bolivia

- Cobija
- Cochabamba
- La Paz
- Puerto Suárez
- Santa Cruz
- Sucre
- Tarija

- Argentina

- Buenos Aires
- Salta
- Tucuman

- Brasil

- São Paulo

- Hoa Kỳ

- Miami (thuê máy bay của Ryan International Airlines)

- Paraguay

- Asunción

- Peru

- Cuzco

- Tây Ban Nha

- Madrid (thuê máy bay của Air Comet)

Trong năm 2008 hãng cũng sẽ mở các tuyến bay tới Arequipa ở Peru, Bogotá ở Colombia và Thành phố Panama ở Panama.

## Đội máy bay
(Tháng 6/2008):
- 6 Boeing 727-200
- 5 Boeing 737-200
- 1 Boeing 757-200 (thuê của Ryan International Airlines)